# Sakya Tridzin
Sakya Tridzin är den traditionella titeln för den andliga ledaren i inriktningen sakya inom den tibetanska buddhismen.
Ända sedan inriktningen grundades år 1073 har titeln gått i arv inom khon-klanen.
Följande är en lista över historiska och nutida Sakya Tridzin:
|     | Namn                               | Födelse- och dödsdatum | Tid som Sakya Tridzin |
| --- | ---------------------------------- | ---------------------- | --------------------- |
| 1.  | Khon Konchog Gyalpo                | 1034–1102              | 1073–1102             |
| 2.  | Rinchen Drag                       | 1040–1111              | 1103–1110             |
| 3.  | Sachen Kunga Nyingpo               | 1092–1158              | 1111–1158             |
| 4.  | Sonam Tsemo                        | 1142–1182              | 1159–1171             |
| 5.  | Dragpa Gyaltsen                    | 1147–1216              | 1172–1215             |
| 6.  | Sakya Pandita                      | 1182–1251              | 1216–1243             |
| 6a. | Regent av Sakya Pandita            |                        | 1243–1264             |
| 7.  | Drogön Chögyal Phagpa              | 1235–1280              | 1265–1266 1276–1280   |
| 8.  | Rinchen Gyaltsen                   | 1238–1279              | 1267–1275             |
| 7a. | Drogön Chögyal Phagpa andra gången |                        | 1276–1280             |
| 9.  | Dharmapala Rakshita                | 1268–1287              | 1281–1287             |
| 10. | Jamyang Rinchen Gyaltsen           | 1258–1306              | 1288–1297             |
| 11. | Sangpo Pal                         | 1262–1324              | 1298–1324             |
| 12. | Namkha Legpa Gyaltsen              | 1305–1343              | ca. 1324–1342         |
| 13. | Jamyang Donyö Gyaltsen             | 1310–1344              | ca. 1342-1344         |
| 14. | Lama Dampa Sönam Gyaltsen          | 1312–1375              | 1344–1347             |
| 15. | Tawen Lodrö Gyaltsen               | 1332–1364              | 1347–1364             |
| 16. | Tawen Kunga Rinchen                | 1339–1399              | ca. 1364-1399         |
| 17. | Lopön Chenpo Gushri Lodrö Gyaltsen | 1366–1420              | 1399–1420             |
| 18. | Jamyang Namkha Gyaltsen            | 1398–1472              | 1421–1441             |
| 19. | Kunga Wangchuk                     | 1418–1462              | 1442–1462             |
| 20. | Gyagar Sherab Gyaltsen             | 1436–1494              | 1463–1472             |
| 21. | Dagchen Lodrö Gyaltsen             | 1444–1495              | 1473–1495             |
| 22. | Kunga Sönam                        | 1485–1533              | 1496–1533             |
| 23. | Ngagchang Kunga Rinchen            | 1517–1584              | 1534–1584             |
| 24. | Jamyang Sönam Sangpo               | 1519–1621              | 1584–1589             |
| 25. | Dragpa Lodrö                       | 1563–1617              | 1589–1617             |
| 26. | Ngawang Kunga Wangyal              | 1592–1620              | 1618–1620 rgyal       |
| 27. | Ngawang Kunga Sönam                | 1597–1659              | 1620–1659             |
| 28. | Ngawang Sönam Wangchuk             | 1638–1685              | 1659–1685             |
| 29. | Ngawang Kunga Tashi                | 1656–1711              | 1685–1711             |
| 30. | Sönam Rinchen                      | 1705–1741              | 1711–1741             |
| 31. | Kunga Lodrö                        | 1729–1783              | 1741–1783             |
| 32. | Wangdu Nyingpo                     | 1763–1809              | 1783–1806             |
| 33. | Pema Dudul Wangchuk                | 1792–1853              | 1806–1843             |
| 34. | Dorje Rinchen                      | 1819–1867              | 1843–1845             |
| 35. | Tashi Rinchen                      | 1824–1865              | 1846–1865             |
| 36. | Kunga Sönam                        | 1842–1882              |                       |
| 37. | Kunga Nyingpo                      | 1850–1899              | 1883–1899             |
| 38. | Dzamling Chegu Wangdu              | 1855–1919              | 1901–1915             |
| 39. | Dragshul Trinle Rinchen            | 1871–1936              | 1915–1936             |
| 40. | Ngawang Thutob Wangdrag            | 1900–1950              | 1937–1950             |
| 41. | Ngawang Kunga Tegchen Palbar       | * 1945                 | 1951–2017             |
| 42. | Ratna Vajra Rinpoche               | 1974-                  | 2017-                 |